# Волович Хава Володимирівна
Хава Володимирівна Волович (25 грудня 1916 (7 січня 1917) — 14 лютого 2000) — українська письменниця, автор мемуарів про табірне життя.

## Життєпис
1931 — закінчила семирічку, працювала набірницею в типографії, потім літературним коректором у редакції «Колгоспний труд» в місті Мена Чернігівської області.
14 серпня 1937 — арештована за звинувачення в антирадянській агітації і засуджена до 15 років таборів, та 5 років позбавлення прав. Відбувала строк у Маріїнських таборах в «Озерлазі» та «Степлазі». У 1942 — народила доньку, яка померла у 1944.
Брала участь у табірній самодіяльності, була акторкою табірних театрів, заснувала ляльковий театр.
20 квітня 1953 — звільнена. Після табору три роки жила на поселенні у Красноярському краї.
1957 — повернулася в Україну до міста Мена. Від 1958 — керувала в місцевому клубі ляльковим театром.
28 грудня 1963 — реабілітована.
14 лютого 2000 — померла у Мені.

## Творчість
Відома своїми спогадами.
Автор оповідань, які досі не опубліковані.

## Публікації
Уривки із мемуарів Хави Волович публікувалися в книжках та часописах, зокрема у книзі Енн Епплбом "Гулаг".
Детальна анотація мемуарів та біографічна довідка у кн.: Мемуари про політичні репресії в СССР. С. А. Ларьков. — М.: Мемориал: Звенья, 2007. — ISBN 978-5-7870-0109-9